# Juwenalizacja

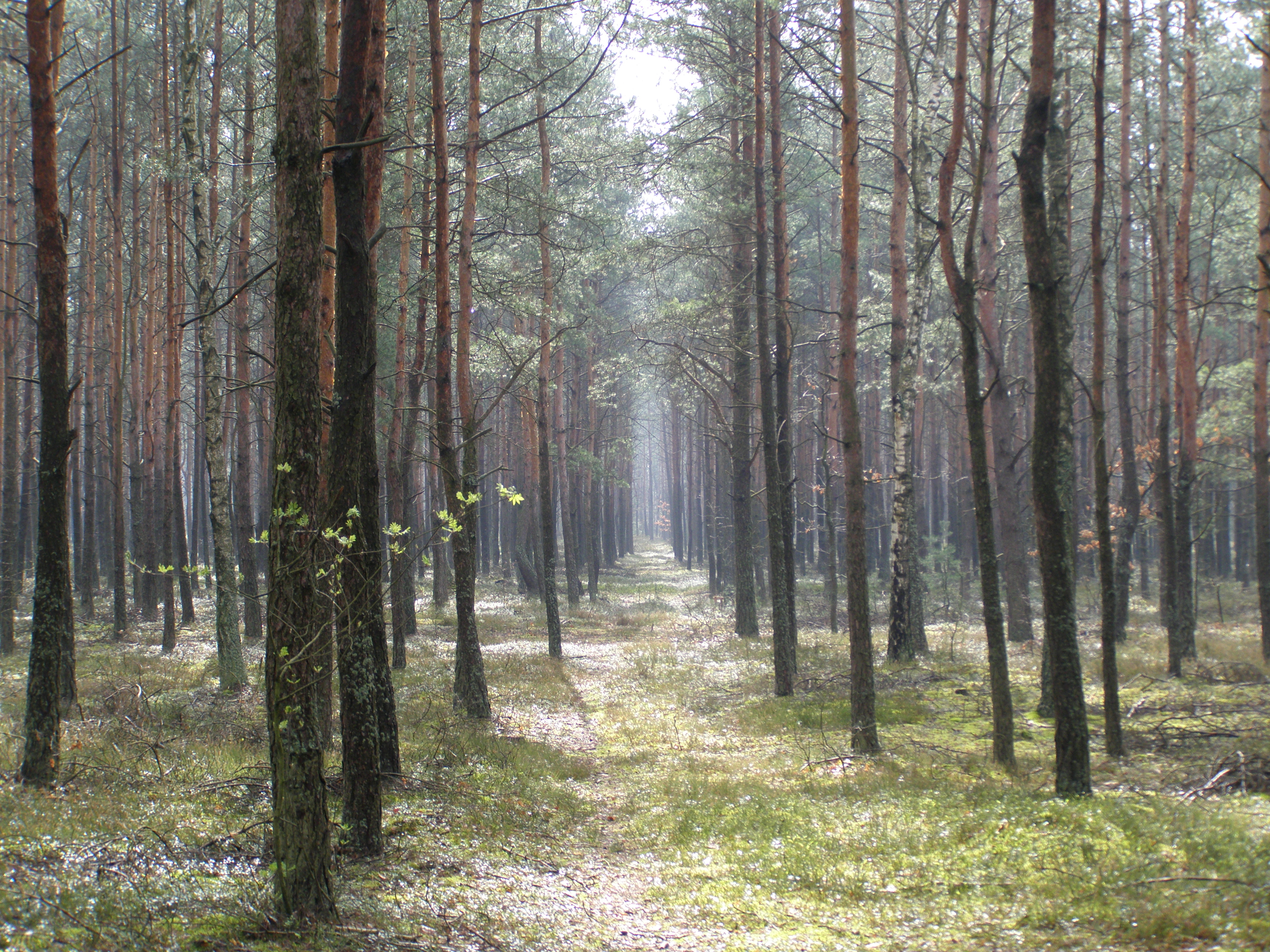
Młody las jednorodny wiekowo

Juwenalizacja – jedna z form degeneracji fitocenoz.
Polega na uproszczeniu struktury wiekowej danego zbiorowiska roślinnego, zwłaszcza leśnego. Owocuje powstawaniem np. drzewostanów jednowiekowych, z których nie jest możliwe wykształcenie pełnej struktury lasu, w którym rosną egzemplarze różnowiekowe. Niekorzystne jest zwłaszcza utrzymywanie zbiorowisk leśnych w młodym stadium rozwoju, poprzez stosowanie zbyt częstych zrębów zupełnych.